# Jean-Baptiste Girard
Jean-Baptiste Girard, född 17 december 1765, död 6 mars 1850, var en schweizisk pedagog.
Girard var 1804-23 ledare för folkskolan i Fribourg, där han införde växelundervisningen, därefter fram till 1834 professor i filosofi i Luzern. Sina sista år vistades han i klostret i Fribourg. Girard, som slöt sig till Johann Heinrich Pestalozzis pedagogiska idéer, utgav bland annat De l'enseignement régulier de la langue maternelle (1844) och Cours éducatif de la langue maternelle (1844-48), det senare hans främsta arbete.